# Svend Rindom
Svend Rindom, född 30 juni 1884, död 11 december 1960, var en dansk skådespelare och manusförfattare.

## Filmmanus i urval
- 1939 – Cirkus
- 1939 – Rosor varje kväll
- 1942 – Urspårad (Afsporet)
- 1945 – Affæren Birte
- 1949 – Kärleken segrar

## Filmografi roller i urval
- 1914 – Det hemmelighedsfulde X
- 1943 – Elvira Madigan

## Priser & utmärkelser
- Emma Bærentzens Legat